# Супрунюк Євген Володимирович
Євге́н Володи́мирович Супруню́к (нар. 25 вересня 1955, м. Туапсе, Росія) — голова Верховної Ради Криму (1995—1996), кандидат юридичних наук (1997).

## Життєпис
Народився 25 вересня 1955 року в місті Туапсе Краснодарського краю, Росія. Росіянин.
У листопаді 1973 року призваний на дійсну строкову військову службу до ЗС СРСР.
З 1976 по 1982 роки навчався у Дніпропетровському інженерно-будівельному інституті за спеціальністю «Промислове і цивільне будівництво», по закінченні якого отримав кваліфікацію інженера-будівельника.
З 1977 року — на службі в органах МВС СРСР.
У 1984—1986 роках навчався у Вищій інженерній пожежно-технічній школі МВС СРСР (м. Москва).
У 1992—1995 роках — начальник Головного управління пожежної охорони МВС України в Криму, полковник.
У 1990—1995 роках навчався в юридичному інституті Одеського державного університету імені І. Мечникова за спеціальністю «Правознавство».
У липні 1995 року обраний головою Верховної Ради Криму. На цій посаді перебував до жовтня 1996 року.
З червня 1997 по жовтень 1998 року — начальник Кримського факультету Харківського університету внутрішніх справ.
У листопаді 1999 року за скоєння тяжких злочинів був оголошений у розшук. Виїхав до Росії, де оселився у місті Сиктивкар. Викладав у Сиктивкарському юридичному коледжі та Сиктивкарському університеті. Після звинувачень у шахрайстві та сексуальних домаганнях у 2005 році залишив Сиктивкар і повернувся в Україну.
У 2005—2006 роках — заступник начальника Державної податкової інспекції Індустріального району Харкова, одночасно — доцент Харківської національної юридичної академії України ім. Ярослава Мудрого та юрисконсульт Харківської реґіональної організації ВГО «Правозахист» України, редактор газети «Свобода и право Украины».
З 2006 року — співголова ВГО «Правозахист».
З 2007 року розпочав адвокатську діяльність. Очолює Кримську філію ДП «Міжвідомчий науковий центр кріобіології та кріомедицини НАН, АМН і МОЗ України».

## Політична діяльність
Обирався членом, заступником голови, головою комісії з соціалістичної законності і правопорядку Київської районної ради міста Сімферополя (1983—1995), заступником голови аналогічної комісії Сімферопольської міськради (1990—1995).
З березня 1994 року — член Постійної комісії Верховної Ради АР Крим з державного будівництва, законодавства, законності і правопорядку.
З лютого 1997 по квітень 1998 року — голова постійної комісії з місцевого самоврядування і державного управління ВР АР Крим.
У 1998 році висувався кандидатом у народні депутати України по виборчому округу № 9 (АР Крим). Посів 3-є місце з 17 кандидатів (7,8 %).
Член СПУ (з 2005). У листопаді 2006 році обраний першим секретарем Кримського рескому СПУ, а у червні 2010 року усунутий з цієї посади та виключений з лав СПУ.

## Наукова діяльність
У 1997 році захистив кандидатську дисертацію на тему «Верховна Рада України в конституційно-правовому механізмі забезпечення прав і свобод громадян».
Автор та співавтор 8 наукових праць в галузі конституційного права, зокрема співавтор монографії «Конституция Украины основа стабильности конституционного строя и реформирования общества» (1997).

## Нагороди і почесні звання
- Медаль «За відвагу на пожежі» (1980)
- Почесна грамота Президії ВР АР Крим.

## Сім'я
Розлучений. Перша дружина — Супрунюк Олена Євгенівна (1961) — мовознавець. Друга — Супрунюк (Велілаєва) Аліє Русланівна.
Має чотирьох синів: Євген (1978), Максим (1980), Андрій (1986), Ігор (1994) та дочку.